# Роман, Виталий Васильевич
Вита́лий Васи́льевич Ро́ман (укр. Віталій Васильович Роман; род. 15 апреля 2003, Новый Роздол, Львовская область) — украинский футболист, защитник львовского «Руха».

## Клубная карьера
Родился в городе Новый Роздол, Львовская область. Воспитанник ДЮСШ родного города, первый тренер — Виктор Паврозник. В ДЮФЛУ с 2016 по 2019 год выступал за «УФК-Карпаты». Во второй половине сезона 2019/20 годов играл за юношескую команду «зелено-белых», а также привлекался и к матчам молодежной команды. За первую команду «Карпат» дебютировал 30 августа 2020 в проигранном (0:4) выездном поединке кубка Украины против дунаевцевского «Эпицентра». Виталий вышел на поле на 60-й минуте, заменив Владислава Мудрика. Во Второй лиге Украины дебютировал 19 сентября 2020 в победном (4:1) домашнем поединке 3-го тура группы А против «Чернигова». Роман вышел на поле на 63-й минуте, заменив Владислава Мудрика. Этот матч оказался последним в футболке «львов», в составе которых сыграл по 1-му матчу во Второй лиге и национальном кубке.
В октябре 2020 года подписал контракт с львовским «Рухом». В футболке львовского клуба дебютировал 21 августа 2021 в проигранном (0:2) выездном поединке 5-го тура Премьер-лиги против «Днепра-1». Виталий вышел на поле в стартовом составе, а на 73-й минуте его заменил Орест Кузык.

## Карьера в сборной
С 2019 по 2020 год сыграл 13 матчей в футболке юношеской сборной Украины (до 17).